# باول غيلمور
باول غيلمور (بالإنجليزية: Paul Gilmour)‏ هو راكب الكنو أسترالي، ولد في 10 مايو 1965.

## وصلات خارجية
- باول غيلمور على موقع أوليمبيديا (الإنجليزية)
- باول غيلمور على موقع اللجنة الأولمبية الأسترالية (الإنجليزية)